# Лопата (Ульяновская область)
Лопата — деревня в Николочеремшанском сельском поселении Мелекесского района Ульяновской области.

## География
Находится на расстоянии примерно 27 километров на запад-юго-запад по прямой от районного центра города Димитровград.

## Название
Название связано с особенностями ее географического положения. 

## История
Основана в 1910 году выходцами из села Никольское.

## Население
Население составляло 3 человека в 2002 году (русские 67%, украинцы 33%), 14 по переписи 2010 года.

## Достопримечательности
Живописные окрестности.